# Anja Stanković
Anja Stanković (serbisch-kyrillisch Ања Станковић; * 13. Juni 2005) ist eine serbische Tennisspielerin.

## Karriere
Stanković begann mit fünf Jahren das Tennisspielen und bevorzugt Sandplätze. Sie spielt bisher vorrangig auf der ITF Women’s World Tennis Tour, wo sie bislang drei Titel im Einzel und acht im Doppel gewinnen konnte.
Seit 2024 spielt Senić für die serbische Billie-Jean-King-Cup-Mannschaft; ihre Billie-Jean-King-Cup-Bilanz weist bislang drei Niederlagen im Doppel aus.

## Turniersiege

### Einzel
| Nr. | Datum         | Turnier            | Kategorie | Belag | Finalgegnerin        | Ergebnis      |
| --- | ------------- | ------------------ | --------- | ----- | -------------------- | ------------- |
| 1.  | 18. Juni 2023 | Kuršumlijska Banja | ITF W15   | Sand  | Carmen Andreea Herea | 6:2, 6:2      |
| 2.  | 12. Mai 2024  | Kuršumlijska Banja | ITF W15   | Sand  | Daria Kuczer         | 6:3, 6:0      |
| 3.  | 13. Juli 2025 | Kuršumlijska Banja | ITF W15   | Sand  | Berta Passola        | 2:6, 6:2, 6:3 |

### Doppel
| Nr. | Datum             | Turnier            | Kategorie | Belag | Partnerin            | Finalgegnerinnen                        | Ergebnis         |
| --- | ----------------- | ------------------ | --------- | ----- | -------------------- | --------------------------------------- | ---------------- |
| 1.  | 13. Mai 2023      | Kuršumlijska Banja | ITF W15   | Sand  | Elena Micic          | Guo Meiqi Wang Meiling                  | 6:2, 6:4         |
| 2.  | 2. September 2023 | Kuršumlijska Banja | ITF W15   | Sand  | Natalija Senić       | Gebriela Michajlowa Joana Radulowa      | 6:2, 6:2         |
| 3.  | 2. März 2024      | Antalya            | ITF W15   | Sand  | İlay Yörük           | Alessandra Mazzola Natalija Senić       | 6:3, 3:6, [10:4] |
| 4.  | 4. Mai 2024       | Kuršumlijska Banja | ITF W15   | Sand  | Anastasija Cvetković | Carmen Andreea Herea Darja Jessyptschuk | 6:3, 7:5         |
| 5.  | 22. Juni 2024     | Kuršumlijska Banja | ITF W15   | Sand  | Natalija Senić       | Xenija Laskutowa Alexandra Schubladse   | 7:65, 7:64       |
| 6.  | 24. August 2024   | Vrnjačka Banja     | ITF W35   | Sand  | Natalija Senić       | Ela Nala Milić Anna Turati              | 6:3, 6:4         |
| 7.  | 8. März 2025      | Antalya            | ITF W15   | Sand  | Chantal Sauvant      | Daria Kuczer Joëlle Steur               | 6:2, 6:4         |
| 8.  | 16. August 2025   | Kuršumlijska Banja | ITF W75   | Sand  | Natalija Senić       | Francisca Jorge Matilde Jorge           | 6:2, 7:5         |